# Emplastro (figura pública)

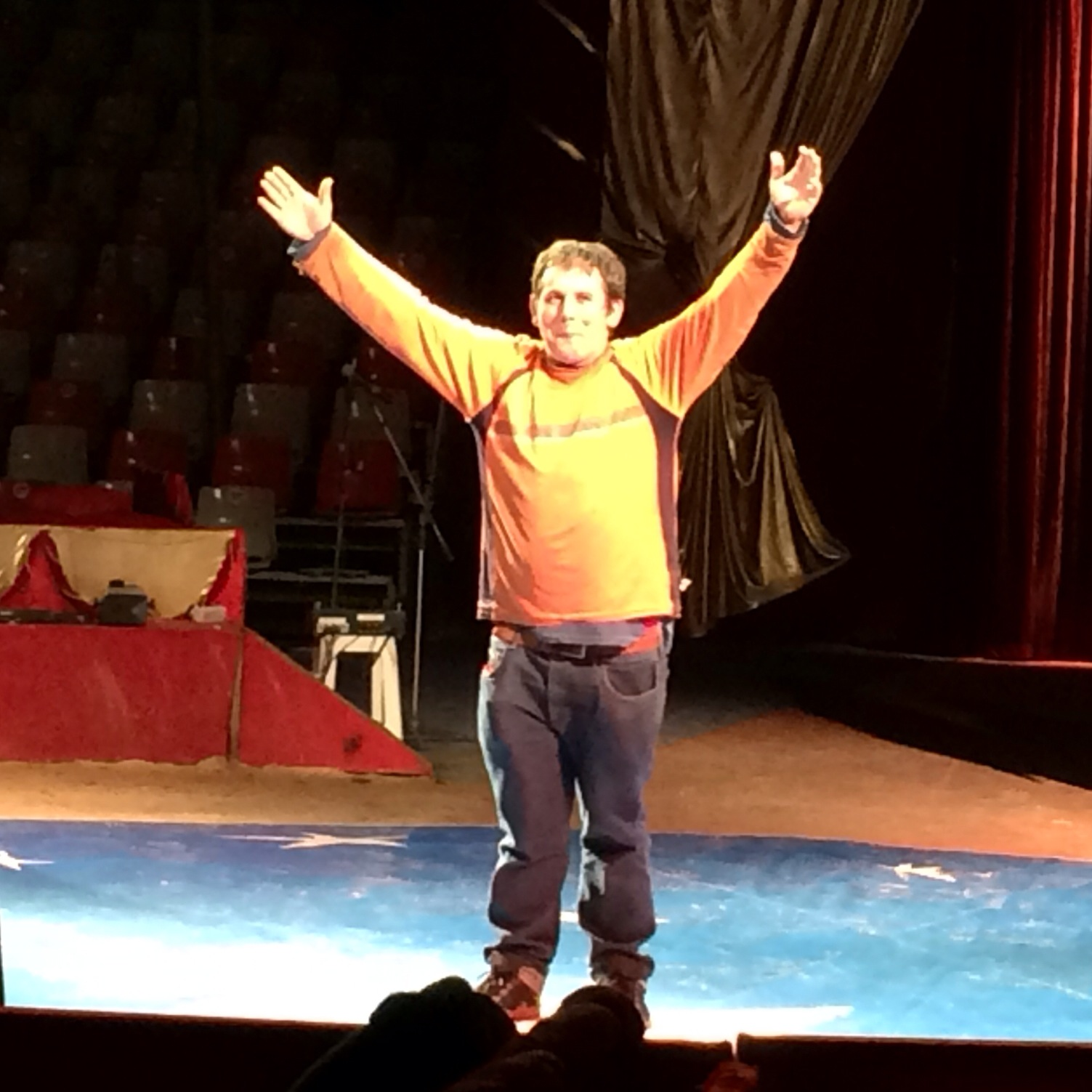
Emplastro em 2013

"Emplastro", nome pelo qual é conhecido Fernando Jorge da Silva dos Santos (Vila Nova de Gaia, 25 de abril de 1971), é um adepto de futebol português, que se tornou famoso (um "fenómeno nacional") por frequentemente se insinuar no enquadramento de emissões televisivas ao colocar-se atrás de repórteres ou entrevistados, em direto.

## Biografia
Fernando dos Santos nasceu na freguesia da Madalena, Vila Nova de Gaia, tendo ficado órfão quando era ainda novo. Foi acompanhado pela CERCI de Gaia desde os oito anos de idade, e, após sair de lá, trabalhou na Panificadora Coelho, em Vilar do Paraíso, Gaia, durante quinze anos. Deixando o trabalho por invalidez, passa a dedicar-se à sua paixão, o futebol. A partir do início da década de 1990, a sua figura começa a fazer parte do mundo da bola, quando passa a surgir atrás dos repórteres televisivos sempre que há um grande jogo de futebol ou de outro grande evento mediático. Celebrizou-se pelo chavão "o meu pai é o Pinto da Costa e a minha mãe é o Vítor Baía" e por recitar os nomes de todas as estações de metro do Porto desde o Estádio do Dragão à Póvoa de Varzim — o fervoroso adepto do Futebol Clube do Porto, é sócio de pelo menos mais cinco clubes (Boavista, Leça, Académica e Rio Ave), consequência das simpatias que foi angariando.
Fernando dos Santos encontra assim um meio de subsistência, pois a fama conquistada permite-lhe pedir algum dinheiro, por fotos tiradas com outros adeptos. As claques desportivas passam a adotá-lo como mascote e encarregam-se de o transportar para os diferentes palcos desportivos, fazendo multiplicar-se as histórias caricatas. A sua popularidade garante-lhe, também, muitas entradas em estádios e outros espetáculos.
A notabilidade do "Emplastro" fez com que fosse convidado para programas de televisão, nomeadamente o Herman SIC, após o qual Herman José lhe ofereceu uma prótese dentária, que passou a exibir garbosamente. Chegou ainda a aparecer no programa Ridiculousness, da MTV, que mostrou o momento insólito em que o repórter Miguel Guerreiro, da SIC, lhe passou o microfone e inverteu os papéis, colocando-se na posição de Emplastro. Foi alvo de um artigo e podcast por parte de Luís Osório para a TSF em maio de 2022, onde se aprofunda um pouco mais sobre a sua pessoa.